# Frans Loenenhofje
Het Frans Loenenhofje is een Haarlems hofje, het hofje is te vinden aan de Witte Herenstraat nummer 24.
Het hofje werd gesticht in 1607 uit de nalatenschap van de op 24 oktober 1605 overleden garentwijnder en koopman in lijnwaden Frans Klaeszoon Loenen. Loenen was een verwoede gokker en had - naast zijn gewone verdiensten - zoveel gewonnen met gokken dat hij zeer vermogend was.
Voor de stichting van het hofje werd aan de Witte Herenstraat een stuk grond aangekocht dat vroeger toebehoorde aan Norbertijnenklooster. Dit klooster was in 1581 in beslag genomen door de stad Haarlem. De kloosterlingen van het Norbertijnenklooster gingen altijd gekleed in het wit, vandaar de 'Witte Herenstraat'. Het hofje werd gebouwd in de voormalige boomgaard van het klooster. Deze Sint Anthonieboomgaard stamde uit 1414 en was in die tijd beroemd. Bij de bouw van het hofje werd de oude boomgaard zo veel mogelijk intact gelaten en omgevormd tot hoftuin. In de loop der eeuwen is de tuin wel veranderd, maar nog steeds heeft het Frans Loenen een opvallende tuin met fruitbomen.
Het Frans Loenenhofje bestond in 1607 uit elf kamers voor elf arme alleenstaande vrouwen. Het hofje werd al vrij snel (in 1609) met nog eens vijf kamers uitgebreid door de proost Jacobus Zaffius. Door samenvoeging van huisjes bestaat het hofje sinds 1986 uit tien woningen die rond de ruime tuin liggen. Het hofje wordt bewoond door wat oudere dames, alleen het poorthuis is geschikt voor bewoning door meer mensen. Het Frans Loenenhofje heeft een bijzondere gevelsteen, er staat een onthoofde leeuw op.
Het hofje heeft de status rijksmonument in is ingeschreven onder 19835 in het monumentenregister.

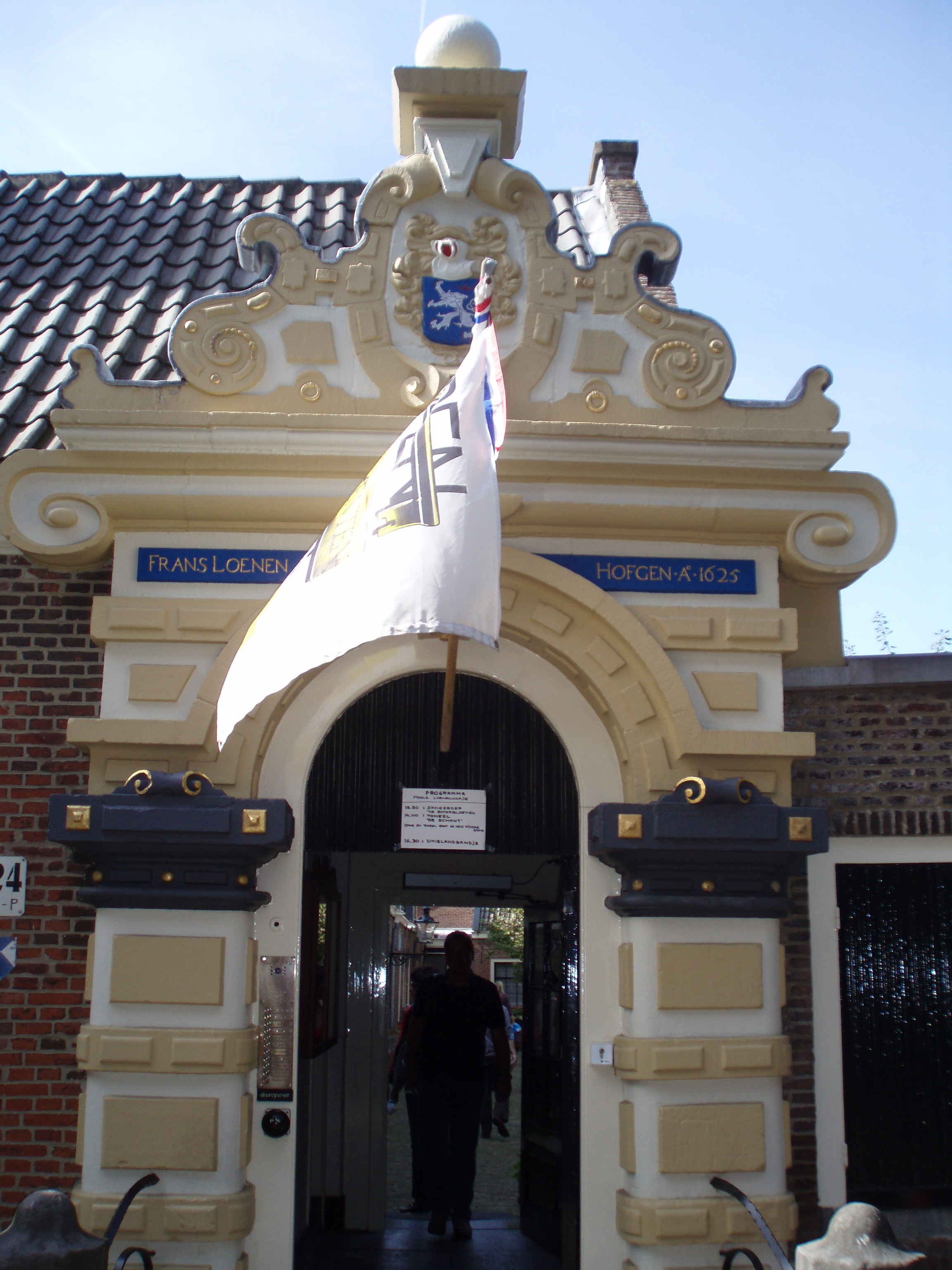
Entree van het Frans Loenenhofje
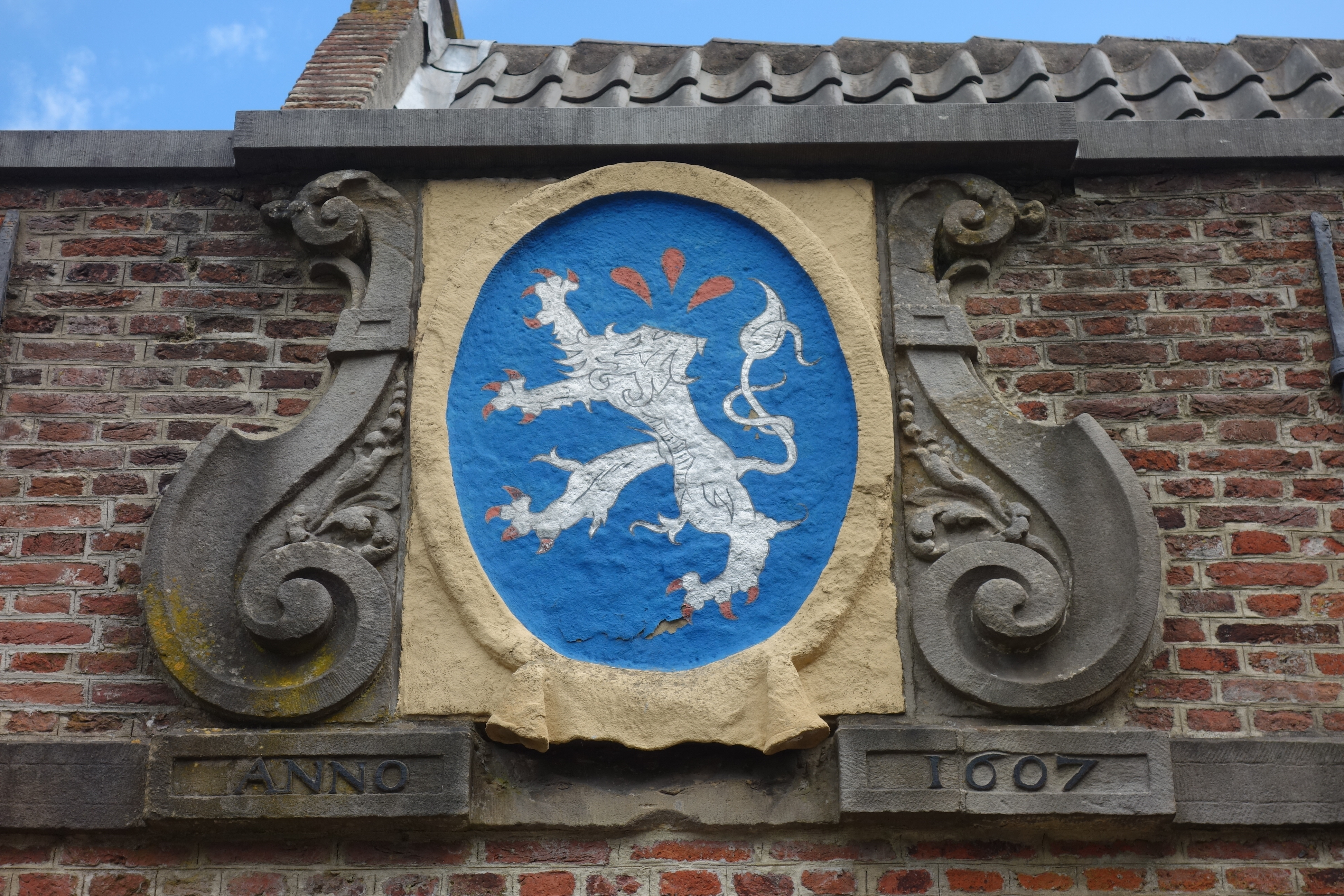
Gevelsteen boven de ingang van het Frans Loenenhofje

Bestaand:
Brouwershofje ·
Bruiningshofje ·
Frans Loenenhofje ·
Gravinnehof ·
Hofje Codde en Van Beresteijn ·
Hofje In den Groenen Tuin ·
Hofje van Bakenes ·
Hofje van Guurtje de Waal ·
Hofje van Loo ·
Hofje van Noblet ·
Hofje van Oorschot ·
Hofje van Staats ·
Hofje van Heythuysen ·
Johan Enschedé Hof ·
Luthers Hofje ·
Proveniershof ·
Remonstrants Hofje ·
Teylers Hofje ·
Vrouwe- en Antonie Gasthuys ·
Wijnbergshofje ·
Zuiderhofje
Verdwenen:
Aelbert Gerritsz. Fijnebuyckshofje ·
Blokshofje ·
Blokzeyldershofje ·
Boonhofje ·
Brammershofje ·
Bullenhofje ·
Comanshofje ·
Deymanshofje ·
Guurt Burethofje ·
Hofje de Dubbele Muts ·
Hofje de Hemelpoort ·
Hofje de Vijftien Kamers ·
Hofje der Twaalf Apostelen ·
Hofje Het Lam ·
Hofje van Bavo ·
Hofje van Gratie ·
Kenauhofje ·
Luciehofje ·
Pietershofje ·
Sint Annahofje ·
Sint Jans Koenen Gasthuishofje ·
Slickhofje ·
Solomonshofje ·
Twijndershofje ·
Vissershofje ·
Weeshuishofje